# Nieporęt (gemeente)
De gemeente Nieporęt is een landgemeente in het Poolse woiwodschap Mazovië, in powiat Legionowski.
De zetel van de gemeente is in Nieporęt.
Op 30 juni 2004 telde de gemeente 12 645 inwoners.

## Oppervlakte gegevens
In 2002 bedroeg de totale oppervlakte van gemeente Nieporęt 100,52 km², waarvan:
- agrarisch gebied: 37%
- bossen: 41%

De gemeente beslaat 25,78% van de totale oppervlakte van de powiat.

## Demografie
Stand op 30 juni 2004:
| Omschrijving                   | Totaal | Totaal | Vrouwen | Vrouwen | Mannen | Mannen |
| ------------------------------ | ------ | ------ | ------- | ------- | ------ | ------ |
| eenheid                        | aantal | %      | aantal  | %       | aantal | %      |
| inwoners                       | 12 645 | 100    | 6403    | 50,6    | 6242   | 49,4   |
| bevolkingsdichtheid (inw./km²) | 125,8  | 125,8  | 63,7    | 63,7    | 62,1   | 62,1   |

In 2002 bedroeg het gemiddelde inkomen per inwoner 1626,16 zł.

## Administratieve plaatsen (sołectwo)

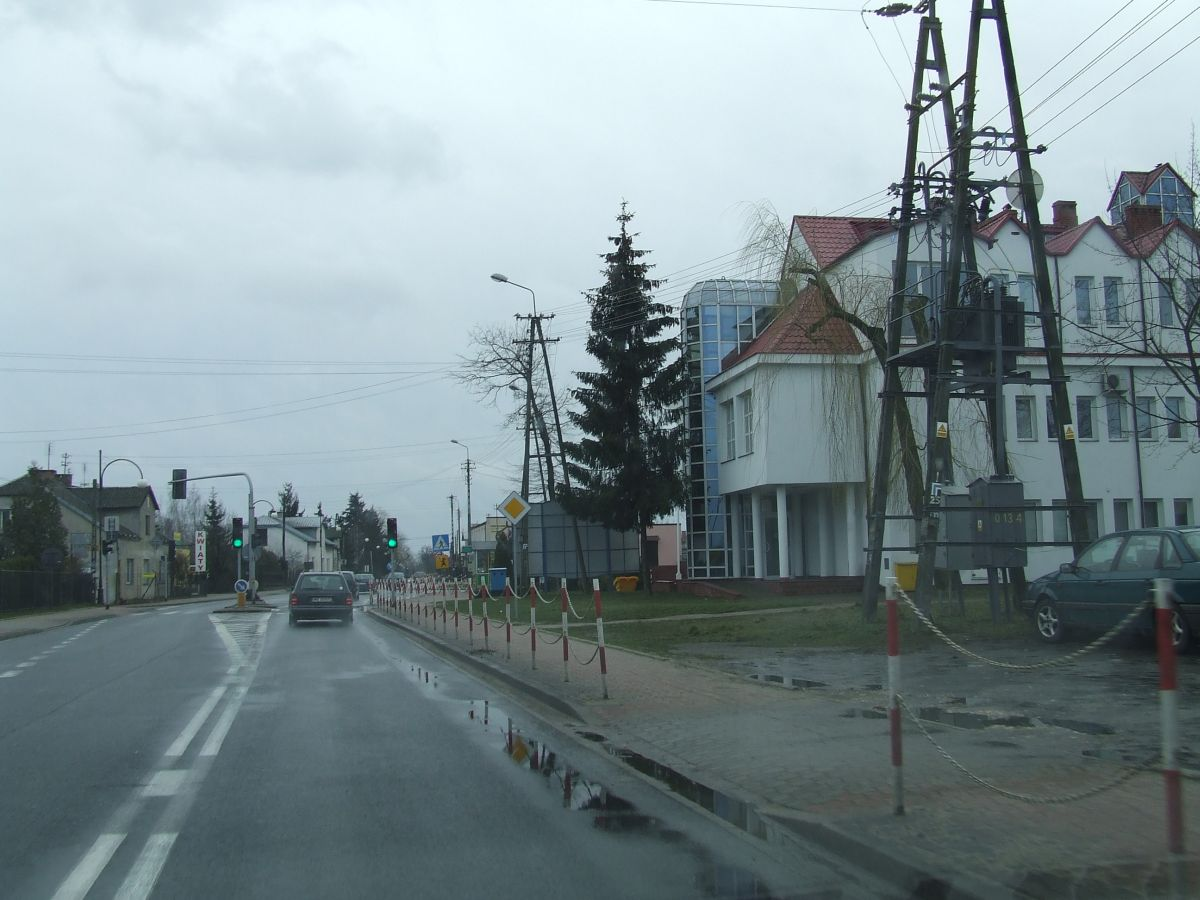
Urząd gminy Nieporęt

Aleksandrów, Beniaminów, Białobrzegi, Izabelin, Kąty Węgierskie, Michałów-Grabina, Michałów-Reginów, Nieporęt, Rembelszczyzna, Rynia, Stanisławów Pierwszy, Stanisławów Drugi, Wola Aleksandra, Wólka Radzymińska, Zegrze Południowe.

## Aangrenzende gemeenten
Jabłonna, Legionowo, Marki, Radzymin, Serock, m.st. Warszawa, Wieliszew
- Nationale Bibliotheek van Tsjechië: xx0083995
- Virtual International Authority File: 164679102